# Дагделен, Севим
Севим Дагделен (тур. Sevim Dağdelen; род. 4 сентября 1975, Дуйсбург) — германский политик курдского происхождения из Левой партии (с 2023 года — из Союза Сары Вагенкнехт), депутат бундестага.

## Биография
Родилась в семье эмигрантов из Турции курдского происхождения. В 1997 году окончила школу и начала изучать право в Марбургском университете, в 2001—2002 годах — в Аделаидском университете, позднее — в Кёльнском университете.
В 1993—2001 годах являлась членом Комитета по делам молодежи Федерации демократических рабочих ассоциаций (FDA / DIDF). С февраля 2003 года — член Исполкома ФДРА. В марте 2005 года стала одним из основателей Федерации мигрантов в Германии.
Работала переводчиком. Сотрудничает с различными немецкими и турецкими СМИ.
В 2005 году избрана депутатом бундестага, одержав победу в одном из избирательных округов федеральной земли Северный Рейн-Вестфалия. Является членом Комитета по иностранным делам бундестага. Встречалась с Джулианом Ассанжем в посольстве Эквадора в Лондоне.
По её запросу, научный комитет германского парламента подтвердил нелегитимность подписанного в конце 2019 года соглашения об эксклюзивных экономических зонах между Турцией и правительством Сараджа в Ливии, которое, в нарушение международного морского права, игнорирует экономические зоны греческих островов и Кипра. После чего С. Дагделен заявила: «Любой, кто подобно президенту Турции нарушает международное право в регионе и агрессивной внешней политикой поддерживает исламистский терроризм в регионе, не может быть нашим партнёром».

## Политические позиции
Ещё в феврале 2022 года Дагделен критиковала сообщения западных спецслужб о неминуемом вторжении России на Украину в 2022 году. 18 февраля 2022 года выступила на демонстрации в Берлине под лозунгом «Безопасность для России — это безопасность для нашей страны», где она обвинила немецкие СМИ в распространении «небылиц американской разведки». После того, как произошло российское вторжение, Дагделен была среди соавторов заявления, возлагавшего в значительной мере ответственность за российское вторжение на Соединённые Штаты. В апреле 2022 года она похвалила немецких протестующих, выступавших против увеличения военных расходов Германии, и назвала «безумием» поставку вооружений Украине.
В октябре 2023 года вышла из партии Die Linke и вступила в Союз Сары Вагенкнехт.